# Disney XD (Włochy)
Disney XD – kanał telewizyjny dostępny we Włoszech przeznaczony dla dzieci i młodzieży. Został uruchomiony 28 września 2009 roku i zastąpił Jetix. Właścicielem stacji jest The Walt Disney Company. 
Dostępny jest na włoskiej platformie cyfrowej Sky Italia na pozycji 616, a na pozycji 617 dostępna jest wersja tego kanału z godzinnym opóźnieniem.

## Seriale

### W emisji do dnia zakończenia
- Aaron Stone
- Wróżkowie chrzestni
- Galactik Football
- Ja w kapeli
- Kick Strach się bać
- Monster Allergy
- Jaś Fasola
- Fineasz i Ferb
- Pokémon: Diamond and Pearl
- Nie ma to jak hotel
- Suite Life: Nie ma to jak statek
- Zeke i Luther
- Titeuf

### Dawniej w emisji
- Amerykański smok Jake Long
- Brian O’Brian
- Cory w Białym Domu
- Świat nonsensów u Stevensów
- Dzieciak kontra Kot
- Fantastyczna Czwórka
- Tam i z powrotem
- Niezwykła piątka na tropie
- Incredible Hulk
- Filip z przyszłości
- Power Rangers: Furia dżungli
- Yin Yang Yo!

## Filmy
- Air Bud
- Air Bud 2: Golden Receiver
- I wszystko jasne
- Brink!
- Tajmiaki
- Garbi: super bryka
- Niekończąca się opowieść
- The Last Mimzy
- O, kurczę!
- Pokémon: Głos lasu
- Pokémon: Arceus and the Jewel of Life
- Pokémon: Giratina i Strażnik Nieba
- Pokémon: Bohaterowie
- Mali agenci
- Mali agenci 2: Wyspa marzeń
- Bushwhacked
- Camp Nowhere

## Seriale dodane
- Chip i Dale: Brygada RR
- Dzielny Agent Kaczor
- Gargoyles
- Kacze opowieści
- Legenda Tarzana
- Szmergiel
- Timon i Pumba